# Доримах
Доримах (на гръцки: Δορίμαχος) е един от военните лидери на Етолийския съюз в Съюзническата и в Първата македонска война. Става известен през 221 – 219 г. пр. Хр. с грабителски походи в Месения и други части на Пелопонес в съдружие с илирийски пирати. През 219 г. пр. Хр. разрушава светилището в Додона. През 210 г. пр. Хр. воюва с македоните в Тесалия. След края на войната изпада в тежко положение заради дългове. Избран е заедно със Скопас да реформира законите за задълженията. През 196 г. пр. Хр. изпълнява дипломатическа мисия при египетския цар Птолемей V.